# Živela svoboda
Živela svoboda je slovenski komično dramski film iz leta 1987 v režiji in po scenariju Rajka Ranfla, posnet po romanu Kako se je naša dolina privadila svobodi Miloša Mikelna. Ostareli Repovž pripoveduje zgodbe iz časa druge svetovne vojne in obdobja osvoboditve, ki so v njegovem spominu bolj komične kot heroično-tragične.

## Produkcija
Snemati so začeli 6. maja 1987 v Kostanjevici.

## Igralci
- Danilo Benedičič
- Demeter Bitenc kot Zupan
- Ranko Gučevac
- Boris Juh kot Repovž
- Boris Kralj kot primarij
- Andrej Kurent kot brivec
- Anton Petje
- Ljubiša Samardžić kot komandant
- Bert Sotlar kot Fratar
- Zlatko Šugman